# Rolador
Rolador là một đô thị thuộc bang Rio Grande do Sul, Brasil. Đô thị này có diện tích 293,488 km², dân số năm 2007 là 2795 người, mật độ 9,52 người/km².